# Parastrangalis meridionalis
Parastrangalis meridionalis là một loài bọ cánh cứng trong họ Cerambycidae.